# One Piece Odyssey
One Piece Odyssey es un videojuego de rol de 2023 desarrollado por ILCA y distribuido por Bandai Namco Entertainment. Siendo parte de la franquicia One Piece, fue lanzado para PlayStation 4, PlayStation 5, Windows, y Xbox Series X/S. También está planeado para un lanzamiento en Nintendo Switch en julio de 2024.

## Jugabilidad
One Piece Odyssey es un juego de rol por turnos donde los jugadores controlan a Monkey D. Luffy y los Piratas de Sombrero de Paja. Cada personaje jugable posee una habilidad única de acuerdo con sus poderes, que se podrán utilizar para la travesía, recolectar ítems, y resolver puzles. Al encontrarse con un enemigo en el campo, el juego pasará a una pantalla de batalla, donde las acciones de los personajes son controladas utilizando comandos en el menú. Las batallas se dividen en varias áreas.
Los jugadores pueden optimizar las posiciones de los miembros del equipo entre las áreas para contrarrestar a los oponentes. En algunas batallas, un elemento al azar del sistema titulado «escena dramática» situará al jugador en situaciones dificultosas de acuerdo a las personalidades de los personajes, como Sanji volviéndose incapaz de atacar por encontrarse rodeado de mujeres, y superar dichas situaciones otorgarán mayores recompensas. Al igual que en otros juegos del género, los miembros del equipo ganarán puntos de experiencia después de las batallas, y subirán de nivel una vez que hayan acumulado suficientes puntos.

## Desarrollo
One Piece Odyssey fue anunciado el 28 de marzo de 2022 como parte del 25.º aniversario de la franquicia One Piece. Fue desarrollado por ILCA, distribuido por Bandai Namco Entertainment, y lanzado para PlayStation 4, PlayStation 5, Windows y Xbox Series X/S el 13 de enero de 2023. La banda sonora del juego fue compuesta por Motoi Sakuraba.

## Recepción
El juego ha recibido reseñas «generalmente favorables» en las versiones de Windows y Xbox Series X/S, pero ha recibido reseñas «mixtas o medias» en la versión de PlayStation 5, de acuerdo con el sitio web agregador de reseñas Metacritic.
La versión de PlayStation 4 de One Piece Odyssey fue el segundo juego más vendido a lo largo de su primera semana de lanzamiento en Japón, vendiendo 35.123 copias físicas. La versión de PlayStation 5 fue el tercer juego más vendido en el país en la misma semana, vendiendo 26.879 copias físicas.